# جراس بنهام
غريس لوسيل بنهام (25 يونيو 1876-19 نوفمبر 1968) ممثلة أفلام صامتة أمريكية. اشتهرت بأدوار اللورد جون في نيويورك (1915) ولورد جون جورنال (1915) والأرواح الغريبة (1916). توفيت في 19 نوفمبر 1968 في باسادينا، كاليفورنيا، الولايات المتحدة الأمريكية.

## روابط خارجية
- جراس بنهام على موقع IMDb (الإنجليزية)
- جراس بنهام على موقع أول موفي (الإنجليزية)
- جراس بنهام على موقع قاعدة بيانات الفيلم (الإنجليزية)